# Kaligondang (Pituruh)
Kaligondang is een bestuurslaag in het regentschap Purworejo van de provincie Midden-Java, Indonesië. Kaligondang telt 734 inwoners (volkstelling 2010).